# Zvir

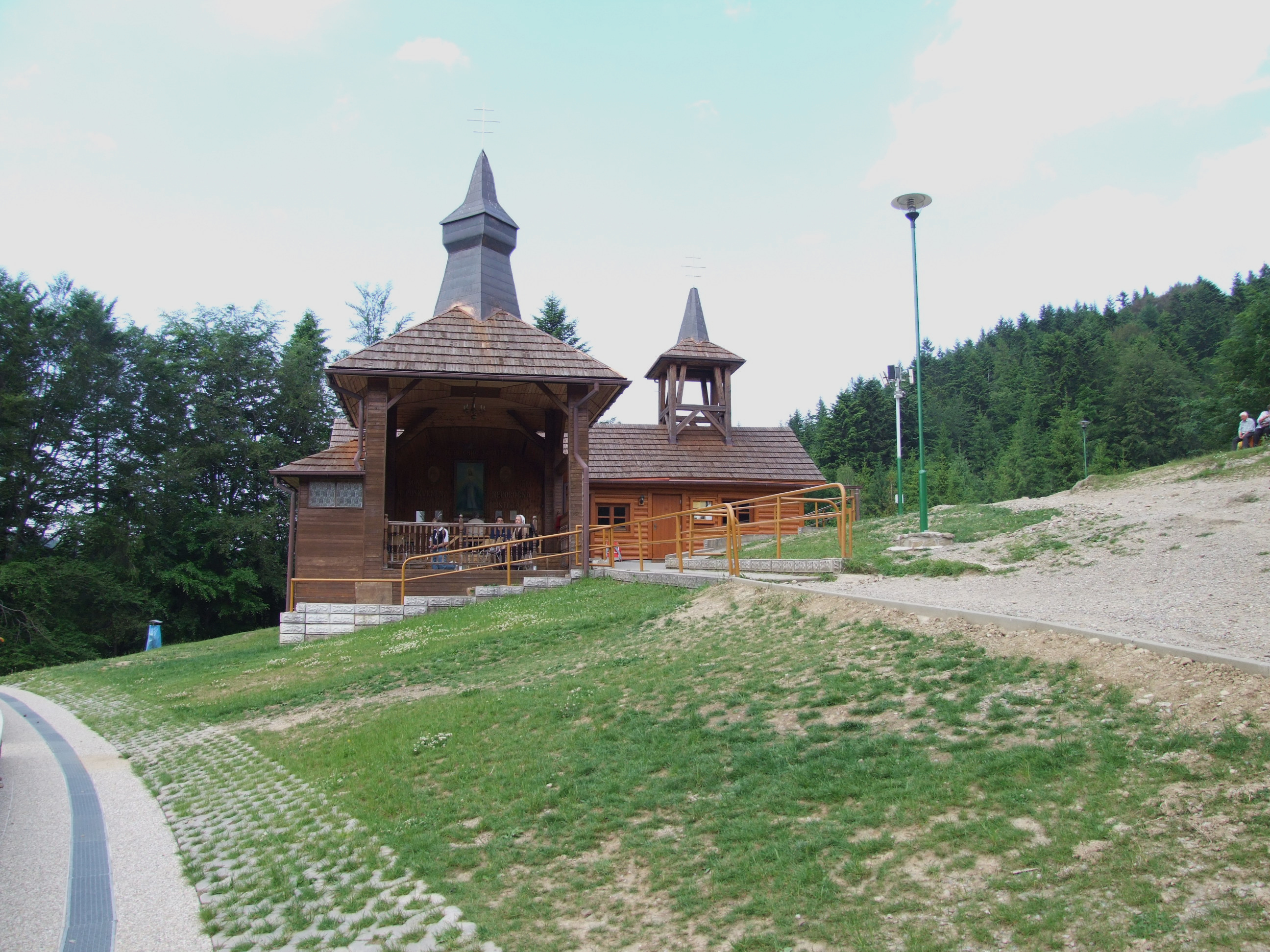
Polana Zvir i sanktuarium

Zvir – położona na wysokości około 840 – 880 m n.p.m. polana na południowym grzbiecie Eliaszówki w Górach Lubowelskich (Ľubovnianska vrchovina) na Słowacji, które w polskiej regionalizacji z 2018 r. zaliczane są do Pogórza Popradzkiego. Znajduje się w obrębie miejscowości Litmanowa (Litmanova). Położona jest na pochyłym stoku opadającym do doliny potoku Wielki Lipnik. Na słowackiej mapie jest oznaczona jako „Hora Zvir – putnicke miesto”. W górnej części polany znajduje się źródło dobrej wody pitnej. Dawniej była to jedna z licznych polan Eliaszówki. Znajdował się na niej drewniany szałas, a polana była wypasana. W 1990 dwom dziewczynkom (12-letniej Ivetce Korcakovej i 13-letnia Katce Ceselkovej), które schroniły się w tym szałasie przed burzą, objawiła się Matka Boża. Objawienia te pojawiały się jeszcze przez 5 lat. Wiadomość o objawieniach szybko rozeszła się po Słowacji i na polanę Zvír w czasie, gdy dziewczyny miały objawienia, zaczęli przybywać ludzie (w każdą niedzielę po pierwszym piątku miesiąca). Ivetka za namową duchownych i znajomych poszła do klasztoru. Ojciec w posagu zapisał jej polanę Zwir, a Ivetka ofiarowała ją na budowę sanktuarium. Gdy kult stał się masowy, na polanie wybudowano kaplicę modlitewną z obrazem Matki Boskiej, potem kościół i na zewnątrz trybuny z ławkami dla pielgrzymów. Sanktuarium i jego otoczenie jest w trakcie dalszej rozbudowy.